# Trachylepis lacertiformis
Trachylepis lacertiformis (бронзовий кам'яний сцинк) — вид сцинкоподібних ящірок родини сцинкових (Scincidae). Мешкає в Південній Африці.

## Поширення і екологія
Бронзові кам'яні сцинки поширені від півдні Малаві і Мозамбіку до північного сходу Зімбабве, в долині Замбезі на південному сході Замбії та на крайньому південному сході Анголи. Вони живуть серед гнейсових і пісковикових скель в долинах річок.